# بایوفارما
بایوفارما (انگلیسی: Biopharma) شرکت داروسازی اوکراینی است، که در سال ۱۸۹۶ تأسیس شد.